# Disco Grande
Grande Disco  è una scultura bronzea di Arnaldo Pomodoro del 1972 che si trova a Milano. 

## Descrizione
È una delle opere più significative del percorso artistico dell'autore che ha cercato di dare alla scultura un senso di torsione che la rendesse più viva e di rappresentare la proporzione dell’uomo che Leonardo inscrive nel cerchio. Il Disco, infatti, è costruito partendo dal punto centrale in modo che il fulcro o perno sia la testa, con le gambe e le braccia aperte, in modo da creare un effetto di dilatazione.
Si può ammirare oggi un doppio cerchio di bronzo dorato, posto su una struttura girevole all'interno di un'aiuola, alla ricerca di un netto contrasto tra la scultura metallica ed il manto erboso. Netto contrasto è anche quello evidente tra la dinamicità delle linee curve e le linee rette e rigide che incidono il disco. Esso è infatti percorso da fenditure simili a raggi. La struttura è composta da numerose forme geometriche saldate tra loro.
Il 12 ottobre del 1976 il Grande Disco viene installato a Vigevano, in Piazza Ducale, ma purtroppo attorno a questa opera nascono diverse polemiche, a causa del netto contrasto tra antico e moderno, tanto che nel 1979 la scultura viene spostata definitivamente a Milano, abbandonando per sempre il "Salotto d'Italia".
Attualmente è posizionata a Milano, in un lato di piazza Meda. Durante i lavori di costruzione del parcheggio di Piazza Meda, durati circa 4 anni (fino a metà 2010), la scultura era stata posizionata a Lanza, di fronte al Piccolo Teatro di Brera.
Altre 4 versioni gemelle e coeve del Disco sono posizionate in alcune prestigiose location nel mondo, tra cui la "Bank of America Plaza" a Charlotte (Carolina del Nord) e il campus centrale della Università di Chicago.